# Thonbanhla

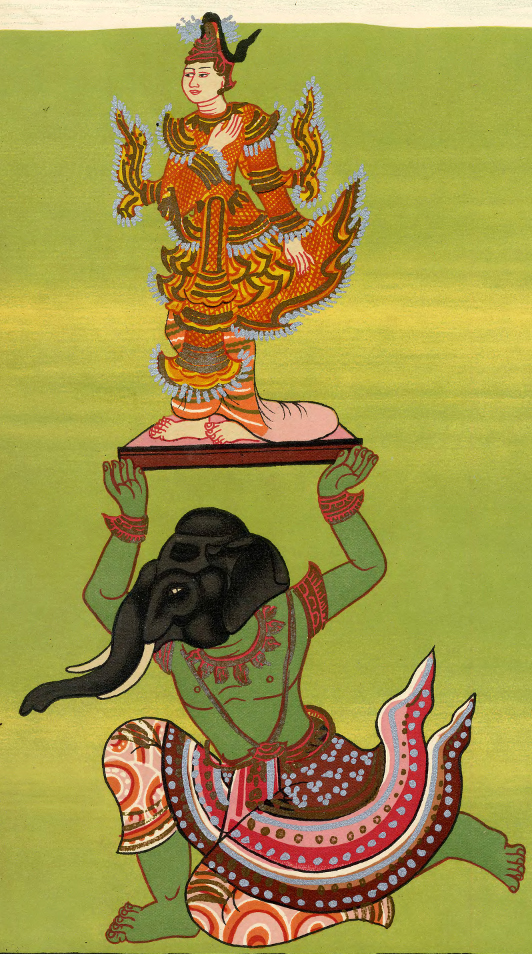
Nat Thonbanhla

Thonbanhla (birm. သုံးပန်လှ /θóʊɴ báɴ l̥a̰/; pol. Po Trzykroć Piękna) – 5. z 37 natów oficjalnego panteonu birmańskiego.
W niektórych legendach występuje też pod imionami Shin Htway Hla lub Ma Htwei Byu. Była  młodszą z dwóch sióstr Maung Tint De (Mahagiri). Bywa też wspominana jako główna królowa u boku króla Okkalapy.

## Legenda
Jako człowiek, Thonbanhla była wiejską dziewczyną niezwykłej piękności - mówiono, że jest piękna o świcie, po południu i nocą. Gdy dowiedział się o tym król Pyain Duttabaung, zapragnął pojąć ją za żonę. Wysłał więc szlachetnie urodzonego młodzieńca by ją sprowadził. Jednak podczas wspólnej podróży młodzi zakochali się w sobie i postanowili oszukać króla. Gdy więc posłaniec przybył przed oblicze władcy okłamał go twierdząc, że choć twarz Thonbanhla jest rzeczywiście piękna, jest tak otyła, iż nie jest ona w stanie przejść przez bramy miasta. Oszukany król zapomniał wkrótce o dziewczynie żyjącej poza murami miasta. Thonbanhla wiodła tam smutne życia przeżywając żal z powodu odrzucenia i utrzymywała się z tkactwa. Urodziła ona dziewczynkę - Shin Nemi (znaną też jako Ma Hne Galay) - krwi królewskiej bądź książęcej. Gdy Thonbanhla zebrała wystarczającą ilość pieniędzy ufundowała pagodę, a następnie umarła z żalu. Jej ciało oraz krosno miały zamienić się w skałę. Po śmierci, jako nat, dołączyła do siostry i brata na górze Taung Kalat w sąsiedztwie Puppy.
Po śmierci matki Shin Nemi pocieszała się grając na hne. Miała ona po swojej śmierci zostać natem opiekuńczym małych dzieci.

## Przedstawienia
Thonbanhla przedstawiana jest w postaci kobiety uczesanej w kok, z prawą dłonią złożoną na piersi, co jest gestem wyrażającym smutek. Czasem do jej ramion przytwierdzone są królewskie godła w postaci płomieni. 

## Znaczenie w kulcie natów
Chociaż moc przypisywana Thonbanhla i jej córce jest mniejsza niż innych natów z rodziny Mahagiri, odgrywają one najważniejszą rolę podczas ceremonii nat-pwe. W odróżnieniu od pozostałych członków rodziny są one zawsze przywoływane podczas tego obrzędu.